# Zarina Hashmi
Zarina Hashmi (Aligarh, 16 de julho de 1937 – Londres, 25 de abril de 2020), conhecida profissionalmente como Zarina, foi uma artista e gravadora indo-americana que morava na cidade de Nova Iorque. Seu trabalho abrange desenho, gravura e escultura. Associada ao movimento minimalista, seu trabalho utiliza formas abstratas e geométricas para provocar uma reação espiritual no espectador.

## Biografia
Zarina Rashid nasceu em 16 de julho de 1937, em Aligarh, Índia britânica, para Sheikh Abdur Rashid, professor da Aligarh Muslim University, e Fahmida Begum, uma dona de casa. Zarina formou-se em matemática, BS (com honras) pela Aligarh Muslim University em 1958. Estudou uma variedade de métodos de impressão na Tailândia e no estúdio Atelier 17 em Paris, aprendiz de Stanley William Hayter e do gravurista Tōshi Yoshida em Tóquio, Japão. Ela viveu e trabalhou na cidade de Nova Iorque.
Durante a década de 1980, Zarina atuou como membro do conselho do New York Feminist Art Institute e instrutora de oficinas de fabricação de papel no Women's Center for Learning afiliado. Enquanto fazia parte do conselho editorial da revista de arte feminista Heresies, ela contribuiu para a edição "Third World Women".
Zarina morreu em Londres de complicações da doença de Alzheimer em 25 de abril de 2020.
Em 16 de julho de 2023, um Google Doodle inspirado nas obras de Zarina foi publicado para comemorar seu 86º aniversário.

## Arte
A arte de Zarina foi moldada por sua identidade como uma mulher indiana nascida muçulmana, bem como por uma vida inteira viajando de um lugar para outro. Ela usou elementos visuais da decoração religiosa islâmica, especialmente a geometria regular comumente encontrada na arquitetura islâmica. O estilo geométrico abstrato e sobressalente de seus primeiros trabalhos foi comparado ao de minimalistas como Sol LeWitt.
O trabalho de Zarina explorou o conceito de lar como um espaço fluido e abstrato que transcende a fisicalidade ou localização. Seu trabalho frequentemente apresentava símbolos que evocavam ideias como movimento, diáspora e exílio. Por exemplo, sua impressão em xilogravura, Paper Like Skin, mostra uma fina linha preta serpenteando para cima em um fundo branco, dividindo a página do canto inferior direito ao canto superior esquerdo. A linha possui uma qualidade cartográfica que, na sua divisão sinuosa e angular da página, sugere uma fronteira entre dois lugares, ou talvez um mapa topográfico de um percurso ainda inacabado.

## Prêmios e Bolsas
- 2007: Residency, University of Richmond, Richmond, Virginia;
- 2006: Residency, Montalvo Arts Center, Saratoga, California;
- 2002: Residency, Williams College, Williamstown, Massachusetts;
- 1994: Residency, Art-Omi, Omi, New York;
- 1991: Residency, Women's Studio Workshop, Rosendale, New York;
- 1990: Adolph and Esther Gottlieb Foundation grant, New York Foundation for the Arts Fellowship;
- 1989: Grand Prize, International Biennial of Prints, Bhopal, India;
- 1985: New York Foundation for the Arts Fellowship, New York;
- 1984: Printmaking Workshop Fellowship, New York;
- 1974: Japan Foundation Fellowship, Tokyo;
- 1969: President's Award for Printmaking, India;

## Exposições
| Ano     | Nome da exposição                                 | Nome da Galeria                                         | Local                                |
| ------- | ------------------------------------------------- | ------------------------------------------------------- | ------------------------------------ |
| 2019–20 | Zarina, A Life in Nine Lines                      | Kiran Nadar Museum of Art                               | New Delhi, India                     |
| 2019–20 | Zarina: Atlas of Her World                        | Pulitzer Arts Foundation                                | St. Louis, USA                       |
| 2018    | Zarina                                            | Luhring Augustine                                       | New York, USA                        |
| 2018    | Zarina: Weaving Darkness and Silence              | Gallery Espace                                          | New Delhi, India                     |
| 2017–18 | Zarina: Dark Roads                                | Asian/Pacific/American Institute at New York University | New York, USA                        |
| 2016    | Life Lines                                        | Gallerie Jeanne Bucher Jaeger                           | Paris, France                        |
| 2014    | Zarina: Descending Darkness                       | Luhring Augustine                                       | New York, USA                        |
| 2014    | Zarina: Folding House                             | Gallery Espace                                          | New Delhi, India                     |
| 2012–13 | Zarina: Paper like Skin                           | Armand Hammer Museum of Art and Culture Centre          | Los Angeles, USA                     |
| 2012–13 | Zarina: Paper like Skin                           | Solomon R. Guggenheim Museum                            | New York, USA                        |
| 2012–13 | Zarina: Paper like Skin                           | The Art Institute of Chicago                            | Chicago, USA                         |
| 2011    | Zarina Hashmi: Noor                               | Galerie Jaeger Bucher                                   | Paris, France                        |
| 2011    | Zarina Hashmi: Recent Works, Gallery              | Gallery Espace                                          | New Delhi, India                     |
| 2011    | Zarina Hashmi: Anamnesis, 1970–1989               | The Contemporary Art Gallery                            | Mumbai, India                        |
| 2009    | The Ten Thousand Things                           | Luhring Augustine                                       | New York, USA                        |
| 2007    | Directions to My House                            | Shanghai Contemporary 07 Art Fair                       | Shanghai, China                      |
| 2007    | Zarina: Paper Houses                              | Gallery Espace                                          | New Delhi, India                     |
| 2007    | Weaving Memory 1990–2006                          | Bodhi Art                                               | Singapore                            |
| 2006    | Zarina: Silent Soliloquy                          | Bodhi Art                                               | Singapore                            |
| 2005    | Zarina Counting, 1977-2005                        | Bose Pacia                                              | New York, USA                        |
| 2004    | Cities, Countries and Borders, Prints by Zarina   | Gallery Chemould                                        | Mumbai, India                        |
| 2004    | Cities, Countries and Borders, Prints by Zarina   | Gallery Espace                                          | New Delhi, India                     |
| 2004    | Cities, Countries and Borders, Prints by Zarina   | Chawkandi Gallery                                       | Karachi, Pakistan                    |
| 2004    | Cities, Countries and Borders, Prints by Zarina   | Gallery Rohtas 2                                        | Lahore, Pakistan                     |
| 2003    | Maps, Homes and Itineraries                       | Gallery Lux                                             | San Francisco, USA                   |
| 2002    | Home is a Foreign Place                           | Korn Gallery, Drew University                           | Madison, New Jersey                  |
| 2001    | Zarina, Mapping a Life, 1991–2001                 | Mills College Art Museum                                | Oakland, USA                         |
| 2000    | Home is a Foreign Place, Admit One                | Gallery Espace                                          | New York, USA                        |
| 2000    | Home is a Foreign Place, Admit One                | Chawkandi Gallery                                       | Karachi, Pakistan                    |
| 1994    | Homes I Made                                      | Faculty Gallery                                         | University of California, Santa Cruz |
| 1993    |                                                   | Chawkandi Gallery                                       | Karachi, Pakistan                    |
| 1992    | House with Four Walls                             | Bronx Museum of the Arts                                | New York, USA                        |
| 1990    | Zarina: Recent Work; Bronze, Cast Paper, Etchings | Roberta English Gallery                                 | San Francisco, USA                   |
| 1985    | Zarina Hashmi: Paper Works                        | Art Heritage                                            | New Delhi, India                     |
| 1985    | Zarina Hashmi: Paper Works                        | Chitrakoot Gallery                                      | Calcutta, India                      |
| 1985    | Zarina Hashmi: Paper Works                        | Gallery Cymrosa                                         | Bombay, India                        |
| 1985    | Zarina Hashmi: Paper Works                        | Chawkandi Gallery                                       | Karachi, Pakistan                    |
| 1983    |                                                   | Satori Gallery                                          | San Francisco, USA                   |
| 1981    | Zarina: Cast Paper Works                          | Hebert F. Johnson Museum of Art, Cornell University     | Ithaca, New York, USA                |
| 1981    | Zarina: Recent Cast Paper Works                   | Orion Editions                                          | New York, USA                        |
| 1977    |                                                   | Gallery Alana                                           | Oslo, Norway                         |
| 1976    |                                                   | India Ink Gallery                                       | Los Angeles, USA                     |
| 1974    | Zarina: Screenprints, Tapestries                  | Triveni Kala Sangam                                     | New Delhi, India                     |
| 1974    | Serigraphs by Zarina                              | India Ink Gallery                                       | Los Angeles, USA                     |
| 1973    | Zarina: Woodprints                                | India Ink Gallery                                       | Los Angeles, USA                     |
| 1972    |                                                   | Chanakya Gallery                                        | New Delhi, India                     |
| 1972    |                                                   | Gallery F-15, Jeløya                                    | Moss, Norway                         |
| 1971    |                                                   | Chanakya Gallery                                        | New Delhi, India                     |
| 1971    |                                                   | Cultural Centre Ora                                     | Athens, Greece                       |
| 1970    | Graphics by Zarina                                | Pundole Art Gallery                                     | Bombay, India                        |
| 1969    |                                                   | Gallery Chanakya                                        | New Delhi, India                     |
| 1968    |                                                   | Kunika-Chemould Art Centre                              | New Delhi, India                     |

## Exposições selecionadas
Zarina foi um dos quatro artistas/grupos de artistas a representar a Índia em sua primeira participação na Bienal de Veneza em 2011.
O Hammer Museum de Los Angeles organizou a primeira retrospectiva de sua obra em 2012. Intitulada Zarina: Paper Like Skin, a exposição percorreu o Solomon R. Guggenheim Museum e o Art Institute of Chicago.
Durante o ano acadêmico de 2017–2018, Zarina foi Artista Residente no Instituto Asiático/Pacífico/Americano da NYU. A residência culminou com uma exposição individual, Zarina: Dark Roads (6 de outubro de 2017 – 2 de fevereiro de 2018) e uma publicação, Directions to My House.
Exemplos de seu trabalho estão nas coleções permanentes do Museu de Arte Moderna, do Whitney Museum of American Art, da National Gallery of Art e da Bibliothèque nationale de France.